# Przemysław Szabat
Przemysław Szabat (ur. 19 grudnia 1985 w Trzebini) – polski piłkarz grający na pozycji obrońcy, pomocnika lub napastnika w Polonii Warszawa.
Karierę piłkarską zaczynał w klubie MKS Trzebinia-Siersza, skąd w 2003 roku trafił do Wisły Kraków. Przez 4 lata występował w rezerwowym zespole Wisły. W 2007 roku został włączony do kadry pierwszego zespołu przez trenera Macieja Skorżę. W Ekstraklasie zadebiutował 12 kwietnia 2008 roku w spotkaniu Wisły Kraków z Jagiellonią Białystok. W sezonie 2007/2008 zdobył Mistrzostwo Polski z Wisłą Kraków.